# In a Landscape
In a Landscape è un album in studio del compositore britannico Max Richter, pubblicato il 6 settembre 2024 da Decca Records.

## Tracce

### Disco 1
Testi e musiche di Max Richter..
1. They Will Shade Us with Their Wings – 8:33
2. Life Study I – 0:46
3. A Colour Field (Holocene) – 2:25
4. Life Study II – 1:24
5. And Some Will Fall – 8:04
6. Life Study III – 1:04
7. The Poetry of Earth (Geophony) – 3:58
8. Life Study IV – 0:31
9. Only Silent Words – 2:16
10. Life Study V – 0:30
11. Late and Soon – 7:10
12. Life Study VI – 0:41
13. Andante – 2:33
14. Life Study VII – 1:01
15. A Time Mirror (Biophony) – 3:58
16. Life Study VIII – 0:42
17. Love Song (After JE) – 5:39
18. Life Study IX – 0:52
19. Movement, Before All Flowers – 4:17

### Disco 2
1. And Some Will Fall (edit) – 4:11
2. The Poetry of Earth (Geophony) (edit) – 3:39
3. Late and Soon (edit) – 3:19
4. Love Song (After JE) (edit) – 4:41
5. Movement, Before All Flowers (edit) – 3:39